# Jean Yarbrough
Pour les articles homonymes, voir Yarbrough.
Jean Yarbrough est un réalisateur, scénariste et producteur américain né le 22 août 1901 à Marianna, Arkansas (États-Unis), mort le 2 août 1975.

## Filmographie

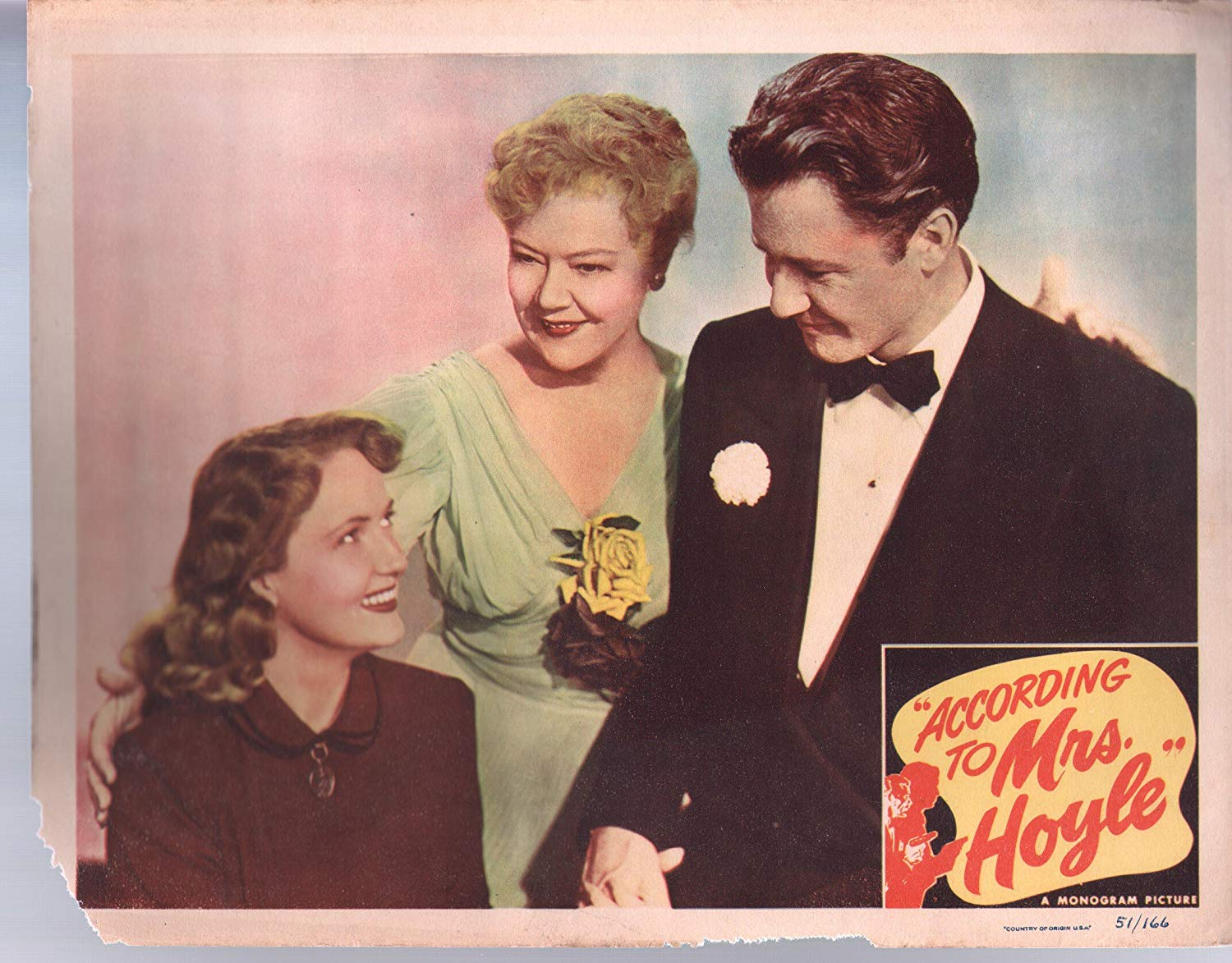
Lobby card du film According to Mrs. Hoyle (1951).

### comme assistant réalisateur
- 1933 : The Fatal Glass of Beer de Clyde Bruckman

### comme réalisateur
- 1936 : Dog Blight
- 1937 : Swing Fever
- 1937 : Wife Insurance
- 1937 : A Rented Riot
- 1938 : The Dummy Owner
- 1938 : Russian Dressing
- 1938 : A Buckaroo Broadcast
- 1938 : Berth Quakes
- 1938 : Picketing for Love
- 1938 : Rebellious Daughters
- 1939 : Sea Melody
- 1939 : Crime Rave
- 1940 : Molly Cures a Cowboy de Jean Yarbrough
- 1940 : La Chauve-souris du diable (The Devil Bat)
- 1941 : South of Panama
- 1941 : Le Roi des zombies (King of the Zombies)
- 1941 : The Gang's All Here (en)
- 1941 : Father Steps Out
- 1941 : Let's Go Collegiate
- 1941 : Top Sergeant Mulligan
- 1942 : Freckles Comes Home
- 1942 : Man from Headquarters
- 1942 : Law of the Jungle
- 1942 : So's Your Aunt Emma
- 1942 : She's in the Army
- 1942 : Lure of the Islands
- 1942 : Police Bullets
- 1942 : Criminal Investigator
- 1943 : Affaires non classées (Silent Witness)
- 1943 : Good Morning, Judge
- 1943 : Follow the Band
- 1943 : Get Going
- 1943 : South Sea Rhythms
- 1943 : So's Your Uncle
- 1943 : Hi'ya, Sailor
- 1944 : Weekend Pass
- 1944 : Moon Over Las Vegas
- 1944 : Twilight on the Prairie (en)
- 1944 : South of Dixie
- 1944 : Hommes du monde (In Society)
- 1945 : Under Western Skies (it)
- 1945 : Deux Nigauds au collège (Here Come the Co-eds)
- 1945 : Show Boat en furie (The Naughty Nineties)
- 1945 : On Stage Everybody
- 1946 : House of Horrors
- 1946 : She-Wolf of London
- 1946 : Inside Job
- 1946 : Cuban Pete
- 1946 : The Brute Man
- 1948 : Oysters and Muscles
- 1948 : Shed No Tears
- 1948 : The Creeper
- 1948 : Triple Threat (en)
- 1949 : Fun on the Run
- 1949 : Kitchen Mechanics
- 1949 : Henry, the Rainmaker
- 1949 : The Mutineers
- 1949 : Leave It to Henry
- 1949 : Angels in Disguise (en)
- 1949 : Holiday in Havana (en)
- 1949 : Master Minds (en) de Jean Yarbrough
- 1950 : Joe Palooka Meets Humphrey
- 1950 : Square Dance Katy
- 1950 : Father Makes Good
- 1950 : Joe Palooka in Humphrey Takes a Chance
- 1950 : Sideshow
- 1950 : Triple Trouble (en)
- 1950 : Big Timber (en)
- 1950 : Beulah (série TV)
- 1951 : Knights of the Bath
- 1951 : According to Mrs. Hoyle (en)
- 1951 : Casa Manana
- 1952 : The Abbott and Costello Show (série TV)
- 1952 : Les Aventuriers du Far West (Death Valley Days) (série TV)
- 1952 : La Poule aux œufs d'or (Jack and the Beanstalk)
- 1952 : Deux Nigauds en Alaska (Lost in Alaska)
- 1953 : I'm the Law (série TV)
- 1953 : The Life of Riley (série TV)
- 1954 : Champs of the Chase
- 1955 : Night Freight
- 1956 : Crashing Las Vegas
- 1956 : Yaqui Drums
- 1956 : Hot Shots
- 1956 : The Women of Pitcairn Island
- 1957 : Footsteps in the Night
- 1960 : Gunsmoke (Gunsmoke)
- 1962 : Saintly Sinners (en) de Jean Yarbrough
- 1965 : We Learn About the Telephone
- 1967 : Hillbillys in a Haunted House
- 1968 : Auto-patrouille (Adam-12) (série TV)
- 1969 : The Over-the-Hill Gang (TV)

### comme scénariste
- 1934 : The Undie-World
- 1936 : Dog Blight
- 1936 : So and Sew
- 1937 : Wife Insurance
- 1938 : Berth Quakes
- 1942 : ''Duck Soup
- 1943 : Gem Jams
- 1943 : Hot Foot
- 1943 : Wedtime Stories

### comme producteur
- 1943 : So's Your Uncle
- 1943 : Hi'ya, Sailor
- 1944 : Moon Over Las Vegas
- 1944 : South of Dixie
- 1946 : Inside Job
- 1952 : The Abbott and Costello Show (série télévisée)
- 1953 : I'm the Law (série télévisée)
- 1956 : The Women of Pitcairn Island